# Філіпповський Юрій Володимирович
Ю́рій Володи́мирович Філіпо́вський (1985—2014) — прапорщик Державної прикордонної служби України, учасник російсько-української війни.

## З життєпису
Народився 1985 року в Підгородному або Амвросіївці. Військовослужбовець 10-го мобільного прикордонного загону ДПСУ; старший технік групи логістики відділення інспекторів.
31 липня 2014 року близько 4-ї ночі біля Василівки терористи вчинили обстріл прикордонників з мінометів та гранатометів, 5 прикордонників загинули та 11 поранені. Тоді полягли Олександр Басак, Сергій Гулюк, Олег Паршутін, Юрій Філіповський, Ростислав Черноморченко.
Без Юрія лишились батьки, дружина та двоє дітей — з них син 2010 р.н.
Похований в Амвросіївці. Дружина з дітьми до окупації міста російськими нацистами проживала у Маріуполі.

## Нагороди
8 серпня 2014 року — за особисту мужність і героїзм, виявлені у захисті державного суверенітету та територіальної цілісності України, вірність військовій присязі під час російсько-української війни, відзначений — нагороджений орденом «За мужність» III ступеня (посмертно).